# Île de Sapelo
L'île de Sapelo est l'une des huit îles qui s'étendent tout le long de la façade maritime de l'État de Géorgie aux États-Unis, entre le port de Savannah et celui de Jacksonville tous deux sur l'océan Atlantique. 

## Géographie
Du nord au sud, cette barrière d'îles, appelée Sea Islands, constituées de mangroves est composée de l'île d'Ossabaw, l'île Saint Catherine, l'Île de Sapelo, puis de l'île Saint Simon, l'île de Jekyll, Sea Island et la petite île de Saint-Simon, qui toutes les quatre font partie des Golden Isles de Géorgie, et l'île de Cumberland
L'île de Sapelo comme l'île de Cumberland, l'île d'Ossabaw et l'île Saint Catherine ne sont pas considérées comme faisant partie des Golden Isles.

## Histoire
C'est sur ses îles que fut cultivé le Sea Island cotton (Gossypium barbadense), espèce d'origine péruvienne développée par Francis Levett, ex-marchand de la Compagnie anglaise du Levant, devenu en 1767 planteur de coton sur Julianton Plantation, du nom de sa femme Julia. Son beau-frère, le colonel Patrick Tonyn (1725-1804) dirigeait cette petite colonie sur la côte orientale de Floride. Exproprié et expulsé par les espagnols vers les Bahamas en 1783, Levett installe en Géorgie, sur la péninsule d'Harris Neck, juste en face de l'île de Sapelo, une nouvelle Julianton Plantation, grâce à l'aide de son ami le colonel Henry Laurens (1724-1792), planteur de riz en Caroline. Il y meurt en 1802, sur un site devenu depuis réserve de faune sauvage.
L'île de Sapelo eut pour premier propriétaire, l'agent indien Patrick Mackay. Puis elle accueillit en novembre 1790 les français Nicolas Magon de la Villehuchet, Charles Pierre César Picot de Boisfeuillet, Pierre-Jacques Meslé de Grandclos et
Christophe Poulain Dubignon, ce dernier y restant planteur de coton jusqu'en 1825.
Parmi les protecteurs de l'île figurait aussi Thomas Spalding (1774-1851) qui fut élu en 1794 à 20 ans à l'Assemblée parlementaire de Géorgie puis présida la convention de Milledgeville, en Géorgie de 1850 qui annonça que si le Congrès fédéral abolissait l'esclavage, la Géorgie entrerait en résistance.
Après la guerre de Sécession, toutes les îles à l'exception de la petite île Saint Simon sont devenues des destinations élitistes fréquentées par les plus riches familles du monde. Ces trois îles ont aussi des résidents permanents : d'après le recensement effectué en 2000, l'île Saint Simon était la plus peuplée avec 13 000 habitants.
C'est sur Jekyll Island, à proximité de Sapelo, que fut conçu au début du XXe siècle les modalités précises du projet de création de la Réserve fédérale américaine et de son stock d'or fédéral.